# E123
La ruta europea E123 és una carretera que forma part de la Xarxa de carreteres europees. Comença a Txeliàbinsk (Rússia) i finalitza a Nizhny Panj (Tadjikistan). Té una longitud de 2840 km.
Té una orientació de nord a sud i travessa per les nacions de Rússia, el Kazakhstan, Uzbekistan i Tadjikistan.